# Kai Tsz Shan
Kai Tsz Shan är en kulle i Hongkong (Kina). Den ligger i den centrala delen av Hongkong. Toppen på Kai Tsz Shan är 17 meter över havet.
Terrängen runt Kai Tsz Shan är lite kuperad. Havet är nära Kai Tsz Shan åt sydost.  Centrala Hongkong ligger 7,9 km väster om Kai Tsz Shan. I omgivningarna runt Kai Tsz Shan växer i huvudsak städsegrön lövskog.